# Amphipyra micans
Amphipyra micans är en fjärilsart som beskrevs av Lederer 1857. Amphipyra micans ingår i släktet Amphipyra och familjen nattflyn. Inga underarter finns listade i Catalogue of Life.